# 河野安通志
河野 安通志（こうの あつし、1884年〈明治17年〉3月31日 - 1946年〈昭和21年〉1月12日）は、石川県大聖寺町（現：加賀市）出身のアマチュア野球選手（投手）。日本初のプロ野球チーム創設者。
父は河野通理で、加賀藩士。妻の河野いゑは飛田穂洲（忠順）の妹。

## 生涯

### 早稲田のエース
1897年（明治30年）一家は横浜に転居し、野球に親しむようになる。旧制横浜商業学校在学中は野球に熱中しすぎたためか中退した。転校した明治学院には4年に編入し、わずか半年ほど在籍しただけだが、この時期に安部磯雄と出会い、彼のキリスト教精神に共鳴した。東京高等商業学校を目指していたが、1903年（明治36年）に早稲田大学商科入学。早大入学後、創設して3年目の野球部に入部し、ここでまたも野球部部長の安部に偶々出会う。第1回早慶戦の先発に抜擢された。この試合は9-11で敗れるが、その後エースとして活躍し「日本一」に貢献。
1905年（明治38年）、野球部長安部磯雄は日本一の褒美として、大隈重信学長に史上初のアメリカ遠征を願い出た。片道の渡航費5500円を借り受け、米国西海岸を転戦。各地の大学や軍隊のチームと26試合を行い、7勝19敗だったが、河野は24試合に登板、現地で「Iron Kouno（鉄人河野）」と呼ばれた。この時、河野の人気に目をつけたタコマ・タイガース（パシフィックコーストリーグ所属、現在はAAA）というプロチームから、臨時に試合出場しないかと打診されているが、これは安部が断っている。また、この遠征で、日本で初めてワインドアップ投法や緩急をつけた投球を習得したといわれる。ちなみに、竹久夢二はこの河野のワインドアップ投法に強く魅せられ、絵はがきや挿絵に何枚も河野の姿を描いているほか、処女画集である『夢二画集 春の巻』の前書きにも河野のことを記している。
1907年（明治40年）に卒業後、友人の経営する呉服店で勤務したほか、横浜商業、早稲田大学等で簿記の講師を務めている。また、この時早稲田野球部の監督（専任ではないので、正式記録には監督として記録されていない）も務めた。
1911年（明治44年）、『東京朝日新聞』が展開した野球害毒論キャンペーンの一つとして、『東京朝日新聞』9月5日号に、「旧選手の懺悔」（名倉聞一）と題し、河野が野球の害毒を懺悔する談話が掲載された。河野は捏造であると抗議したが無視され、『東京日日新聞』9月8日号に反論を投稿した。『東京朝日新聞』は、9月10日号にようやく河野の反論を掲載した。さらに、野球害毒論の「野球をやると利き手が異常に発達するので有害」という主張に、9月17日、読売新聞社主催の「野球問題演説会」に出席し、自らの両手を挙げて反論した。
1917年（大正6年）の早稲田騒動では天野為之派の闘士として活躍、9月11日深夜に起きた革新団校門占拠事件にも加わった。しかし天野派は敗北し、河野も早大を追われることになった。

### プロ野球創設と挫折
1920年（大正9年）、押川清、橋戸信らと共に、日本初のプロ野球チーム日本運動協会（芝浦協会）を創設。河野らはフランチャイズの理想を追求し、まず本拠地となる芝浦球場を建築。
1922年（大正11年）よりアマチュアチームを相手に試合を行い、河野は監督に就任。当時人気・実力とも最高峰の古巣・早大野球部に善戦したことで、一応の軌道に乗りかける。また、翌1923年（大正12年）6月23日には、京城の竜山満鉄グラウンドで天勝野球団と対戦。天勝野球団もまた、日本運動協会に遅れること1年で結成されたプロ野球チームであり、史上初のプロチーム同士の対戦となった。5-6で日本運動協会が敗れたが、通算では2勝1敗と勝ち越した。
しかし、同年の関東大震災で内務省により芝浦球場が「震災復興基地」として差し押さえられた。しかも内務省からは返還の予定期日さえ明言がなく、借地料の支払いも一切なかった。一方、大学のグラウンドはどこも接収されなかった。これは野球を職業とすることへの偏見が強かったためであった。このため1924年（大正13年）1月23日解散を余儀なくされる。
しかし、同年阪神急行電鉄の小林一三の支援を受け、本拠を宝塚球場に移転、チーム名を宝塚運動協会と改称し再建。1929年、世界恐慌により宝塚運動協会が解散すると、小林に宝塚音楽学校校長としてとどまるよう誘われるが、河野はこれを断り東京に戻った。一時的に早稲田大学野球部に戻り、総務となった。しかし、時折グラウンドに出て選手に指示を与えたことから、監督の市岡忠男は現場への介入と見て不愉快に思った。さらに、福田宗一投手の入学をめぐって対立し、最終的に河野が折れ福田投手は入学したが、市岡はこれを機に辞任を決意。読売新聞社に就職した。
1936年（昭和11年）プロ野球リーグが結成されると、河野は名古屋軍の総監督として迎えられたが、後楽園イーグルス設立のため1937年（昭和12年）退団。理想の球団を目指しイーグルスを創設した。
太平洋戦争が始まると、河野は個人的には勝てない戦争と考えていた。しかし戦局が不利になる中、戦争協力に全力を尽くすため、1943年（昭和18年）大和軍と名を改めていた球団の解散を決意。選手の大半はヂーゼル自動車工業に引き取られ、自らも敗戦まで籍を置いた。一方、市岡は読売で大日本東京野球倶楽部の創立に参加し、総監督、のちに球団代表となった。市岡は河野とたびたび衝突したが、巨人の権勢を背景にした市岡の勝利に終わるのが常であった。たとえば、1940年（昭和15年）ペナントレースでは「満州遠征」により海外での公式戦が行われた。河野は遠征団長を務め、翌年の開催を地元の主催者にも約束していた。ところが、市岡は翌1941年（昭和16年）の「満州遠征」開催に反対し、中止にさせてしまった。
1945年（昭和20年）日本が敗戦すると、河野は旧大和軍の選手たちに呼びかけ、12月のある日、東京カッブスとして日本野球連盟会長の鈴木龍二に加盟を申請。しかし、ここでも東京巨人軍の市岡代表が「（河野は）自ら進んで大和軍を解散したのだから」と猛反発した。このため鈴木は正式な加盟審査に掛けることなく、申請を握りつぶした。鈴木は著書『プロ野球と共に五十年（上）』で「否決されてしまった」と審査に掛けたかのように書いているが、実際には他球団のオーナーは申請の存在を知らされておらず、巨人の意向がそのまま通った形になった。鈴木は河野に同情的であったが、巨人の意向を絶対視していたものと思われる。
河野はまもなく死去したため、正式な却下の報せを受けていたかもわからないという（記録上は、河野の死の直後である1946年（昭和21年）1月22日の緊急理事会で却下）。
1946年（昭和21年）1月12日、脳溢血のため品川区大井滝王子町の自宅で急死。61歳。死後、野球に関する蔵書は鈴木龍二に買い取られ、野球体育博物館(現・公益財団法人野球殿堂博物館)図書室の元となった。現在同館に所蔵されている資料のうち、太平洋戦争以前のものに関しては、その半分が河野の蔵書だといわれている。
1960年（昭和35年）、特別表彰で野球殿堂入りを果たした。

### 顕彰碑
石川県加賀市大聖寺耳聞山町の耳聞山公園に河野安通志顕彰碑とモニュメントが作られ、2021年（令和3年）12月4日に除幕式が行われた。

## 著書
- 『米国大撰手野球講話』野球界社、1914年9月。 NCID BB02388539。全国書誌番号:43004582。
- 『野球の知識と研究』宝文館、1930年9月。 NCID BA81354477。全国書誌番号:47029033。
- 『新野球規則』博文社、1940年3月。 NCID BA49281746。